# Niklas Luhmann
Niklas Luhmann (Luneburgo, Baja Sajonia, 8 de diciembre de 1927-Oerlinghausen, Renania del Norte-Westfalia, 6 de noviembre de 1998) fue un sociólogo alemán reconocido a nivel académico por su formulación de la teoría general de los sistemas sociales. También es uno de los máximos exponentes del uso de la metodología Zettelkasten.

## Biografía
Luhmann creció en una familia sin tradición universitaria: su padre estaba encargado de un negocio familiar de cerveza y su madre venía de una familia dedicada a la hostelería en Suiza. A pesar de que según él, la familia de Luhmann se oponía al nacionalsocialismo, fue enrolado en el ejército nazi a los 17 años. En 2007, la revista Spiegel publicó información sobre la membresía de Luhman en el NSDAP (1944); que probablemente tuvo lugar para el cumpleaños de Hitler en el marco de la recepción colectiva obligatoria de los miembros de Hitlerianas 1926 y 1927. Formó parte de la Luftwaffe y fue detenido por los aliados hacia el final de la Segunda Guerra Mundial. Recobrada su libertad, comenzó a estudiar la licenciatura en derecho en la Universidad de Friburgo entre 1946 y 1953. Dado que entonces no tenía ninguna intención de hacer carrera universitaria, ejerció como funcionario público desde 1954 haciendo tareas relacionadas con la reparación de los daños provocados por el régimen nazi.
En 1960 aceptó una beca de estudios de sociología por un año en la Universidad de Harvard. Ahí fue alumno de Talcott Parsons, quien por entonces era la figura más influyente del pensamiento sociológico en Occidente. De hecho, para el mismo Luhmann, Parsons significó una influencia intelectual importante. Luego de su estancia en Harvard, Luhmann se incorporó en 1962 al instituto de investigación de la Escuela Superior de Ciencias de la Administración de Spira, en la Alemania Federal, permaneciendo en un puesto administrativo hasta 1965. Dentro de ese período publica la primera obra dedicada a analizar problemas sociológicos a partir del uso de la teoría de sistemas: "Funktionen und Folgen formaler Organisation" (Duncker & Humblot, Berlín, 1964)
Fue por invitación de Helmut Schelsky que Luhmann inició su carrera universitaria. En 1965 ingresó a la Universidad de Münster, donde terminó de estudiar sociología política en 1967. En 1968 se estableció en Bielefeld, ciudad donde ejerció un puesto de catedrático en la Universidad de Bielefeld durante el resto de su carrera hasta 1993, momento en el que es nombrado profesor emérito. En 1997 recibió el Premio europeo Amalfi de sociología y ciencias sociales por Die Gesellschaft der Gesellschaft. 
En ocasión del XVI Congreso Alemán de Sociología, en 1968, inició un intenso debate teórico con Jürgen Habermas, la primera parte del cual fue recopilado en: "Theorie der Gesellschaft oder Sozialtechnologie". Was leistet die Systemforschung, Surkamp (Fráncfort, 2 volúmenes, 1971-1973). El intercambio entre ambos continuó hasta la muerte de Luhmann en 1998 y es posible encontrar mutuas referencias y críticas en las obras de ambos autores. En 1986 publicó "Ökologische Kommunikation. Kann die moderne Gesellschaft sich auf ökologische Gefährdungen einstellen?" (Westdeutscher Verlag, Opladen). Formó parte de la revista Zeitschrift für Soziologie (Stuttgart), como editor, obteniendo el premio Hegel en 1988.
Luhmann escribió prolíficamente, con más de tres docenas de libros publicados sobre una variedad de temas, incluyendo leyes, economía, política, arte, religión, ecología, medios de comunicación y amor. 
Luhmann es muy conocido en América del Norte por la mencionada disputa con Jürgen Habermas sobre el potencial que tiene la teoría de sistemas sociales. Tal como su antiguo mentor, Talcott Parsons, Luhmann aboga por "la gran teoría", apuntado a dirigir cualquier aspecto de vida social dentro de un marco universal teórico, del cual la diversidad de temas que él escribió es una indicación. La teoría de Luhmann es considerada sumamente abstracta. Este hecho, junto con el supuesto conservadurismo político que radica en su teoría, ha hecho de Luhmann un polémico en la sociología.
Los últimos 30 años de su vida los dedicó al desarrollo de una teoría de la sociedad. En el prólogo de la edición alemana de "Sistemas Sociales", escribe que al aceptar la cátedra de Sociología de la recién inaugurada Universidad de Bielefeld, en 1969, tuvo que informar al rector sobre los proyectos de investigación en los que estaba trabajando y lo hizo de la siguiente forma:

Teoría de la Sociedad. Duración: 30 años. Costo: ninguno

## Teoría de sociedad
La teoría de sistemas es una teoría con pretensiones universalistas. Aplicada sobre la sociedad, afirma poder describir y explicar su funcionamiento como un complejo sistema de comunicaciones. 
De esta manera, propone un punto de partida radicalmente diferente al de las teorías tradicionales de la sociedad, que entienden al ser humano como "unidad básica" de la construcción social. Para Luhmann esta es una visión vétero-europea, que debe ser dejada de lado a la hora de analizar la estructura de la sociedad moderna: no los individuos sino las comunicaciones son las unidades constituyentes y reproductoras de los sistemas sociales.
El concepto de sistema utilizado por Luhmann solo puede entenderse en relación con un entorno, ya que ambos se constituyen en la medida que el sistema, a través de sus operaciones, traza un límite que lo distingue de aquello que no está incluido en él (o sea, el entorno). De esta manera, el sistema no puede operar fuera de sus límites, pero puede sobrepasarlos para relacionarse con el entorno, generándose una interdependencia entre sistema y entorno. La diferencia sistema/entorno es el punto de partida del planteamiento de la teoría de los sistemas de Luhmann.

### Comunicación
La teoría de Luhmann gira en torno al concepto de comunicación. Por comunicación no entiende una acción humana en el sentido de Habermas, ni un fenómeno tecnológico, ni un intercambio de información. Los seres humanos no pueden comunicar, "solo la comunicación comunica". Según Luhmann, los sistemas sociales emergen.

"...siempre que se establezca una relación comunicativa autopoiética, que limite su comunicación y se diferencie así de un medio ambiente. Por lo tanto, los sistemas sociales no están conformados por hombres [seres humanos] ni por acciones, sino por comunicaciones"

La comunicación se produce mediante medios de comunicación simbólicos generalizados, diferentes en cada sistema social pero comparables entre sí, por su carácter estructural. Por ejemplo, el sistema económico opera con el medio dinero, el sistema judicial con validez jurídica, la política con poder, etc. Estos medios determinan la codificación de los sistemas, que reducen su complejidad inherente a un código binario: Pago/No-Pago, Legal/Ilegal, Gobierno/Oposición, etc.
La comunicación es una síntesis de tres selecciones: información, acto de comunicación y comprensión. Como cada uno de estos componentes es en sí mismo contingente, se dice que la comunicación se torna improbable en tres aspectos:
1. Es improbable que alter entienda la comunicación de ego. No hay comunicación entre conciencias.
2. Es improbable que la comunicación llegue a más personas de las que están en la comunicación.
3. Es improbable que se dé una aceptación de selección según expectativas de alter y que ego tome la información para su propia conducta o enlazar futuras comunicaciones.

### Sistemas sociales
Luhmann recoge el concepto de autopoiesis desarrollado originalmente por los biólogos chilenos Humberto Maturana y Francisco Varela y lo aplica a los sistemas sociales (cabe señalar aquí que Maturana se ha manifestado en desacuerdo con esta aplicación). Describir los sistemas sociales como autopoiéticos implica que el carácter autorreferencial de los sistemas no se restringe al plano de sus estructuras sino que incluye sus elementos y sus componentes, es decir, que el sistema mismo construye los elementos de los que consiste. En este sentido, un sistema autopoieticamente cerrado (denominado también "operativamente cerrado") es aquel que produce comunicación a partir de su comunicación y solo permite el ingreso de irritaciones comunicativas del medio ambiente por canales de acoplamiento estructural, ya que la comunicación de un sistema solo puede darse a través de su propio medio simbólico y respondiendo a su propio código binario.
Dentro de los sistemas sociales, la sociedad es un tipo particular de sistema social, y comprende dentro de si a todas las comunicaciones. Según Luhmann no habría comunicación social fuera de la sociedad. Solo la sociedad comunica, y  los individuos son considerados como sistemas psíquicos y sus cuerpos como sistemas orgánicos, se encuentran en el entorno de la sociedad.
Los Sistemas sociales van a emerger en el proceso de distinción, es importante subrayar que la Teoría social de Niklas Luhmann  reconoce que la sociedad moderna tiene planos sociales, es decir hay tres tipos de sistemas sociales: 
1. Interacción
2. Organizacional
3. Social

### Operación/observación
Luhmann adopta la idea fundamental del constructivismo, según la cual el proceso de obtención de conocimiento no guarda relación directa con una realidad ontológica, sino que dicho proceso construye la realidad observada. La diferencia entre operación y observación es la base de la concepción constructivista y uno de los pilares terminológicos de la teoría. En este contexto, se entiende por operación

"...la reproducción de un elemento de un sistema autopoiético con ayuda de los elementos del mismo sistema, es decir, la condición de existencia del propio sistema."

Un sistema surge y se reproduce en la medida que sus operaciones den lugar a otras operaciones, por ejemplo: si procesos orgánicos se empalman con otros procesos orgánicos surge un sistema orgánico; si los pensamientos dan lugar a otros pensamientos surge un sistema psíquico y cuando las comunicaciones empalman con otras comunicaciones surgen los sistemas sociales. En este marco, la posibilidad de empalme de las operaciones está limitada únicamente a las operaciones del mismo tipo y determina, a su vez, la autopoiesis y la condición de clausura operativa del sistema (y por ende condición de existencia). Un proceso digestivo no puede empalmar con un pensamiento, solo un pensamiento puede empalmar con otro pensamiento; esta es la condición de posibilidad de los sistemas orgánico y psíquico.
Las operaciones solo pueden ser registradas por un observador. La observación es la operación específica de los sistemas constituyentes de sentido (es decir, los sistemas sociales). Este tipo específico de operación consiste en marcar diferencias y hacer denominaciones; toda observación comienza con una diferencia y se convierte en una red de diferencias, en donde todas dependen de la diferencia original.

"La observación es una operación específica que utiliza una diferencia para marcar una parte u otra de la diferencia. La observación se produce cuando un sistema opera sobre la base de distinciones para obtener y manipular información"

#### Diferencia
El concepto de diferencia es básico para la descripción de la observación: cualquier observación opera con diferencias, postulando una diferencia específica, marcando una de sus caras e ignorando otra. Aplicada a la propia teoría de sistemas, una de las diferencias centrales es la que existe entre sistema y entorno. Asimismo, el concepto de diferencia posee dentro de la teoría un alto grado de abstracción y representa la condición de posibilidad de acceso u observación. (La diferencia resulta, además, de una distinción entre identidad y diferencia).
Los conceptos de "diferencia" ("Differenz") y "distinción" ("Unterscheidung") son prácticamente sinónimos; sin embargo, este acentúa el carácter operativo del marcado de una diferencia, mientras que aquel acentúa el carácter sustantivo, la línea demarcadora en sí misma.

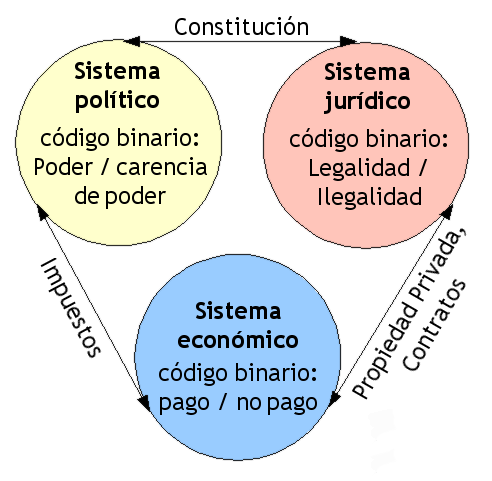
Acoplamiento estructural entre tres sistemas.

#### Acoplamiento estructural
El acoplamiento estructural es una relación no causal entre un sistema y su entorno (es el único tipo de relación posible entre ambos).
Con el acoplamiento estructural la teoría soluciona el dilema que propone el postulado de la autopoiesis, pues si bien los sistemas se encuentran en un estado de clausura operativa, reproducen sus elementos a partir de sus propios elementos, solo conocen sus estados internos y no pueden comunicarse directamente con su medio ambiente, también deben poder observar a su medio ambiente y adecuarse a él para poder existir:

"El acoplamiento estructural y la autodeterminación mantienen una relación ortogonal: si bien cada uno es la premisa del otro, no pueden condicionarse mutuamente. El medio ambiente solo puede influir sobre el sistema produciendo irritaciones [...] que son procesadas internamente; también las irritaciones son construcciones internas que resultan de la confrontación de los sucesos con las estructuras propias del sistema. Entonces, no existen las irritaciones "en el medio ambiente"; la irritación siempre es autoirritación, que a lo sumo surge de sucesos del medio ambiente."

Para establecer una relación de acoplamiento estructural, el sistema construye estructuras con expectativas que lo sensibilizan a determinadas irritaciones. Por ejemplo, el sistema político no puede observar las comunicaciones que se producen en el sistema económico (porque aquel opera con el código "Poder/Oposición", mientras que éste lo hace con "Pago/No Pago"), pero puede crear estructuras de irritación, utilizar por ejemplo el PBI o el déficit fiscal e interpretar sus valores como relevantes para la comunicación política (obtención/manutención del poder). 
De esta forma se produce un "desfasaje estructural", es decir, una determinada serie de sucesos en diferentes sistemas que simula una intervención que en realidad nunca ocurrió.

#### Medio/forma
Luhmann incorporó a su teoría una figura del psicólogo austríaco Fritz Heider: la diferencia entre "Medio" y "Forma", (Heider habla de "Medio/Cosa"). Las formas están conformadas por "acoplamientos rígidos" entre elementos dentro de un medio (que a su vez es un sistema de "acoplamientos flexibles"). Por ejemplo, una huella en la arena es una forma que posee una cierta durabilidad y cuya figura es fija, mientras que la arena es el medio en donde éstas pueden surgir, sin tener forma propia y "acomodándose" a las formas de sus formas.
Para Luhmann, en contraposición a la idea vétero-europea de una diferencia entre "Substancia" y "Forma", las cosas no poseen una entidad "ontológica" que las determine como forma u medio: su carácter está dado siempre por la relación, establecida por un observador, con otro elemento. Para utilizar el ejemplo anterior, la arena es un medio en relación con la forma de las huellas, pero es una forma en relación con las moléculas que la conforman. Otro ejemplo: Las letras son el medio de las palabras, que son el medio de las oraciones, que son el medio de las ideas. Los medios son siempre las formas de otros medios.
Esta diferencia es un momento importante de la teoría, pues, según Giancarlo Corsi, 

"Los medios relevantes para la teoría de sistemas sociales son los medios de comunicación que transforman algo improbable en algo probable. Los medios de comunicación conectan comunicaciones que de otra forma no hubieran podido encontrar conexión. Estos medios de comunicación son el idioma, los medios de difusión y los medios de comunicación simbólicos generalizados."

#### Resonancia
La resonancia indica la posibilidad de transmisión de procesos entre sistemas o entre partes de un sistema con partes de otro, debido a una similitud o paralelismo estructural. Por ejemplo, las temporadas laborales de cierto sector del comercio y la industria tienden a guiarse por el ciclo lectivo existente en la región en cuestión. En este sentido, la resonancia está ligada al concepto de acoplamiento estructural

#### Contingencia
Contingencia es el estado de aquellos hechos que desde un punto de vista lógico no son ni verdaderos ni falsos. La contingencia es lo opuesto a necesidad: un acto o hecho contingente es lo que podría no haber ocurrido o tenido lugar; un acto o hecho es necesario, en cambio, si no podría no haber ocurrido.
En el desarrollo de Luhmann, la contingencia es un aspecto más que importante para comprender la disposición moderna hacia el riesgo.

#### Clausura operativa
El concepto de "clausura operativa" describe la forma que tienen los sistemas de generarse, reproducirse y comunicarse. Según Luhmann, los sistemas se definen por las operaciones mediante las cuales los sistemas se producen y se reproducen; todo lo que no suceda dentro del marco de éstas operaciones pasará automáticamente a formar parte del entorno del sistema y, en este sentido, todos los sistemas están cerrados operativamente a él, porque únicamente reaccionan ante las operaciones internas; operaciones que dan lugar a otras operaciones que dan lugar a otras operaciones (y así sucesivamente), pero siempre dentro de los límites del propio sistema.
En las palabras de Luhmann,

"Los sistemas se definen por aquellos modos de operación mediante los cuales el sistema se produce y se reproduce a sí mismo. Un tipo determinado de sistemas —por ejemplo, los sistemas vivos, psíquicos, sociales, etc.— se realiza por medio de un tipo determinado de operación. La unidad del sistema corresponde a la unidad de la operación que lo constituye. De ese modo queda excluida la posibilidad de caracterizar un sistema por una pluralidad de operaciones [...] Por consiguiente, partimos de una relación circular entre los conceptos de sistema y de operación. Sólo puede operar un sistema y sólo las operaciones pueden producir sistemas.
[...]
Las operaciones que pueden conectarse entre sí conforman el sistema. Aquello que queda excluido pasa a ser el entorno del sistema. Dicho de otro modo, las operaciones condensan una diferencia entre el sistema y el entorno. Producen una forma que tiene dos lados: un lado interior que es el sistema y un lado exterior que es el entorno. Si no se llega a esa separación entre sistema y entorno, la forma que es el sistema no puede surgir."

### Sistema y entorno
Luhmann utiliza la distinción operativa entre sistema y entorno para determinar que la sociedad es un sistema complejo que reproduce la distinción entre sistema y entorno para formar subsistemas internos. La ciencia se encuentra entre estos sistemas sociales internamente diferenciados, y dentro de este sistema está el subsistema de la sociología. Aquí, en la sociología, Luhmann se encuentra de nuevo como un observador observando la sociedad. Su conocimiento de la sociedad como un sistema diferenciado internamente es una observación contingente realizada desde uno de los sistemas de funciones especializadas que observa. Concluye, por lo tanto, que cualquier teoría social que reclame el estatus universal debe tener en cuenta esta contingencia. Una vez que se utiliza la distinción entre sistema básico y entorno, ninguna de las distinciones filosóficas o sociológicas tradicionales (trascendental y empírica, sujeto y objeto, ideología y ciencia) puede eliminar la contingencia de la selectividad forzada. Así, la teoría de los sistemas sociales de Luhmann rompe no solo con todas las formas de trascendentalismo, sino también con la filosofía de la historia.
Luhmann es criticado porque se le considera autorreferencial y repetitivo, esto se debe a que un sistema se ve obligado a observar la sociedad desde dentro de la sociedad. La teoría de sistemas, por su parte, desarrolla esta paradoja con la idea de que el observador observa la sociedad desde dentro de un subsistema (en este caso: la sociología) de un subsistema (ciencia) del sistema social. Sus descripciones son por lo tanto "la sociedad de la sociedad".

## La crítica de Luhmann a las teorías de la sociedad
Luhmann sintió que la sociedad era simplemente un sistema social en el que un subsistema político recientemente diferenciado tenía primacía funcional. Luhmann analiza el enfoque marxista de una sociedad basada en la economía: en esta teoría, se entiende que el concepto de sociedad económica denota un nuevo tipo de sociedad en la que la producción, y más allá de eso, "un sistema de necesidades fundado metabólicamente" reemplaza a la política como centro del proceso social.
Desde otra perspectiva, también característica del pensamiento marxista, el término "sociedad burguesa" significa que un segmento gobernante definido políticamente ahora es reemplazado como estrato dominante por los dueños de la propiedad. Las reservas de Luhmann concernientes no solo a las teorías marxistas, sino también a las burguesas de la sociedad económica son paralelas a sus críticas a la filosofía política aristotélica como teoría de la sociedad política. Ambas teorías cometen el error comprensible de pars pro toto, de tomar la parte por el todo, lo que en este contexto significa identificar un subsistema social con toda la sociedad.
El error puede atribuirse a la naturaleza dramática de la emergencia de cada subsistema y su primacía funcional (por un tiempo) en relación con las otras esferas de la sociedad. Sin embargo, la primacía funcional reclamada por la economía no debería haber llevado a afirmar una permeación económica de todas las esferas de la vida. La noción de que la economía posee una primacía funcional es compatible con la circunstancia bien conocida de que el subsistema político no solo se hizo cada vez más diferenciado (de religión, moral y costumbres, si no de la economía), sino que también continuó aumentando en tamaño y complejidad interna a lo largo del curso de toda la época capitalista. Para la primacía funcional, solo tiene que implicar que la complejidad interna de un subsistema dado es la mayor, y que la nueva etapa de desarrollo de la sociedad se caracteriza por tareas y problemas que se originan principalmente en esta esfera.

## Obras
- Gesellschaftsstruktur und Semantik, 4 Bde.
- Soziologische Aufklärung, 6 Bde.
- Funktionen und Folgen formaler Organisationen (1964)
- Vertrauen - ein Mechanismus der Reduktion sozialer Komplexität (1968)
- Zweckbegriff und Systemrationalität (1968)
- Legitimation durch Verfahren (1969), ISBN 3-518-28043-0
- Politische Planung (1971), ISBN 3-531-11074-8
- Liebe als Passion (1982), ISBN 3-518-57623-2
- Soziale Systeme. Grundriß einer allgemeinen Theorie (1984), ISBN 3-518-28266-2
- Ökologische Kommunikation (1986), ISBN 3-531-51775-9
- Die Wirtschaft der Gesellschaft (1988), ISBN 3-518-28752-4
- Reden und Schweigen (zusammen mit Peter Fuchs, 1989)
- Die Wissenschaft der Gesellschaft (1990), ISBN 3-518-28601-3
- Soziologie des Risikos (1991), ISBN 3-11-012939-6
- Beobachtungen der Moderne (1992), ISBN 3-531-12263-0
- Das Recht der Gesellschaft (1993), ISBN 3-518-28783-4
- Die Realität der Massenmedien (1996), ISBN 3-531-12841-8
- Die Kunst der Gesellschaft (1997), ISBN 3-518-28903-9
- Die Gesellschaft der Gesellschaft (1997), ISBN 3-518-58240-2
- Die Politik der Gesellschaft (2000), ISBN 3-518-29182-3
- Die Religion der Gesellschaft (2000), ISBN 3-518-29181-5
- Organisation und Entscheidung (2000), ISBN 3-531-13451-5
- Das Erziehungssystem der Gesellschaft (2002), ISBN 3-518-29193-9
- Die Moral der Gesellschaft (2008), ISBN 978-3-518-29471-0
- Schriften zu Kunst und Literatur (Herausgegeben von Niels Werber, 2008), ISBN 978-3-518-29472-7
- Ideenevolution (Herausgegeben von André Kieserling, 2008), ISBN 3-518-29470-9

## Traducciones al español
- Ilustración sociológica y otros ensayos (1973)
- Fin y Racionalidad en los sistemas: sobre la función de los fines en los sistemas sociales (1983)
- Sistema jurídico y dogmática jurídica (1983)
- El amor como pasión: la codificación de la intimidad (1985)
- Sistemas sociales: Lineamientos para una teoría general (1992) ISBN 84-7658-493-8
- Sociología del riesgo (1991)
- El sistema educativo (1993)
- Teoría de la Sociedad (1993)
- Teoría política en el Estado de Bienestar (1993)
- Poder (1995) ISBN 978-84-7658-770-6
- Confianza (1996)
- La ciencia de la sociedad (1996)
- Introducción a la teoría de sistemas (1996)
- Teoría de la sociedad y pedagogía (1996)
- Organización y decisión. Autopoiesis, acción y entendimiento comunicativo (1997)
- Observaciones de la modernidad (1997)
- La realidad de los medios de masas (2000)
- El derecho de la Sociedad (2005)
- El arte de la sociedad (2005) ISBN 968-5807-11-6
- La sociedad de la sociedad (2007)
- La religión de la sociedad (2007)
- Mujeres, Hombres y George Spencer Brown (2015) ISBN 9 786078 364190
- Comunicaciones y cuerpo en la teoría de los sistemas sociales (2015) ISBN 9 786078 364206